# Назарова Тетяна Іванівна
Тетяна Іванівна Назарова (уроджена Мартиненко; нар.. 5 жовтня 1960, Сочі) — російська співачка, поетеса-піснярка.
Починала як естрадна співачка муніципального рівня в Сочі. В кінці 1980-х років Тетяна Мартиненко переключилася на написання текстів пісень. Пісні на слова Назарової виконували група «Фрістайл», Світлана Лазарєва, Фелікс Царикати, Лариса Доліна, Ірина Аллегрова, Микола Басков, Алла Пугачова. Найбільшу популярність їй принесла пісня «Ах, какая женщина!» (1995).
З 2003 року виступає як авторка-виконавиця пісень, до яких пише не тільки слова, але й музику.

## Біографія
Тетяна Мартиненко народилася 5 жовтня 1960 році в Сочі. Батько залишив сім'ю, коли Тетяна була зовсім маленькою, і вона виховувалася матір'ю.
Після закінчення середньої школи була прийнята до Об'єднання Музичних Ансамблів і працювала співачкою в ресторанах міста.
У 1980 році Тетяна Мартиненко вступає на естрадне відділення Сочинського музичного училища по класу вокалу.
У 1983—1990 роки вона солістка естрадного оркестру концертного залу «Фестивальний» (м. Сочі)
У 1987—1988 роки Тетяна Мартиненко працювала на Всесоюзній Творчій Майстерні Естрадного Мистецтва. Не задовольнившись матеріалом, який їй пропонують, приходить до вирішення самій писати свій репертуар!
У 1991 року в Сочі приїжджає на гастролі група «Фрістайл». Тетяна зустрічається з керівником групи Анатолієм Розановим і показує написані до того часу пісні. Результатом цієї зустрічі стало семирічне співробітництво з колективом як автор тестів.
Довгий час у 1990-х роках Тетяна Назарова користувалася творчим псевдонімом, утвореним від дошлюбного прізвища матері, але за паспортом вона була Тетяна Мартиненко. Пізніше, відмовившись від прізвища батька, вона зробила прізвище Назарова паспортним. Ці зміни внесли плутанину в авторство слів пісні «Ах, какая женщина!»: коли була випущена мінусівка пісні для караоке, анкети було взято ім'я автора слів Т. Мартиненко. Деякі на підставі цього вважали, що слова «чоловічої» пісні написав чоловік на прізвище Мартиненко. Тому іноді в досить різкій формі висловлювали Назаровій претензії у самозванстві.
З 1998 по 2002 рік працювала в Москві. Там написані пісні у творчому тандемі з Ігорем Крутим — «Острів тисячі поцілунків» (виконавиця Ірина Алегрова), «Кришталевий келих» (виконавець Ігор Крутий), «Ти — мій світ» (вик. Микола Басков), «Гра» (виконавиця Алла Пугачова). Продовжує працювати з Світланою Лазаревою, Феліксом Царікаті, сестрами Зайцевими, Ларисою Доліною та ін.